# Pseudomys apodemoides
Il topo australiano setoso (Pseudomys apodemoides  Finlayson, 1932) è un roditore della famiglia dei Muridi endemico dell'Australia.

## Descrizione
Roditore di piccole dimensioni, con la lunghezza della testa e del corpo tra 68 e 80 mm, la lunghezza della coda tra 90 e 105 mm, la lunghezza del piede tra 20 e 23 mm, la lunghezza delle orecchie tra 16 e 18 mm e un peso fino a 22 g.

La pelliccia è lunga e liscia. Le parti superiori sono grigio-cenere chiaro. Le orecchie sono proporzionalmente grandi e grigiastre. I lati del muso e le labbra sono bianchi. Le parti ventrali sono biancastre, con la base dei peli grigia. Le mani e i piedi sono bianchi. La coda è più corta della testa e del corpo, chiazzata di bianco e di grigio sopra e uniformemente bianca sotto.

## Biologia

### Comportamento
Costruisce complessi sistemi di cunicoli e tane, con diverse tane nascoste nella fitta vegetazione, particolarmente tra le Banksia del deserto.

### Alimentazione
Si nutre di semi, frutta, fiori, nettare, funghi e artropodi.

### Riproduzione
Si riproduce durante tutto l'anno se le condizioni ambientali sono favorevoli. Le femmine possono dare alla luce 2-5 piccoli più volte successivamente.

## Distribuzione e habitat
Questa specie è diffusa nello stato di Victoria occidentale e Australia Meridionale sud-orientale.
Vive in brughiere semi-aride con una diversità di specie vegetali. 

## Conservazione
La IUCN Red List, considerato il vasto areale e la popolazione numerosa, classifica P.apodemoides come specie a rischio minimo (Least Concern).